# Districte de Vevey

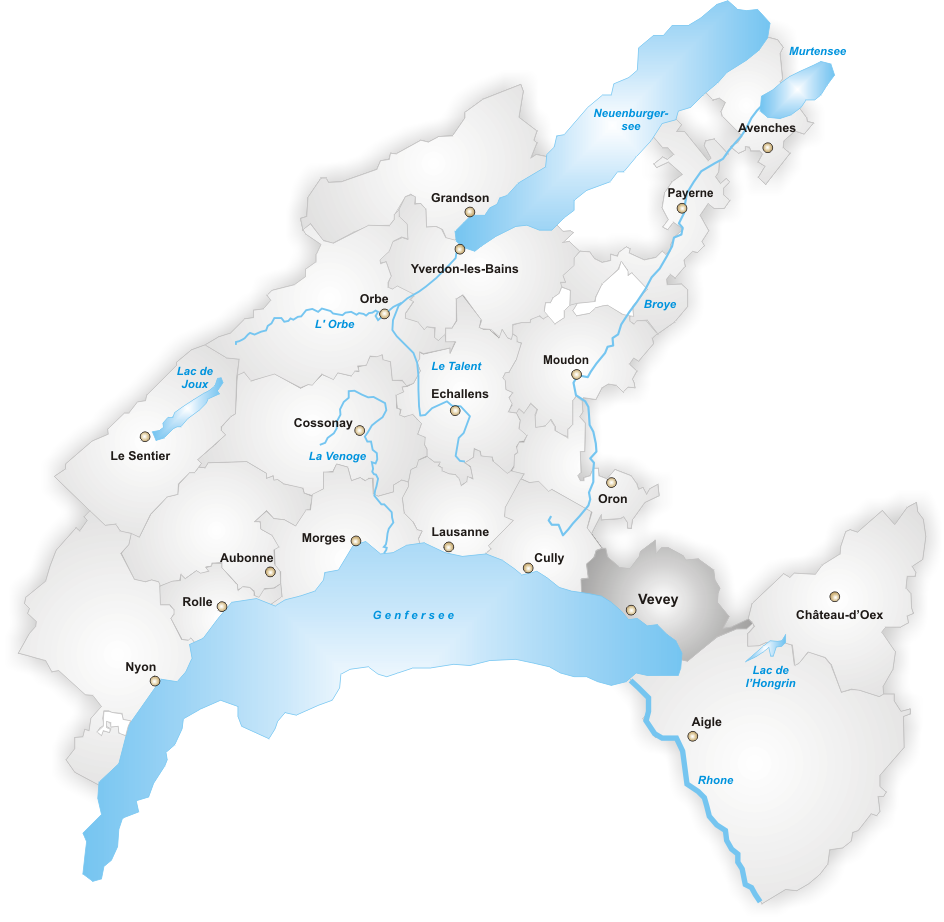
L'antic districte de Vevey

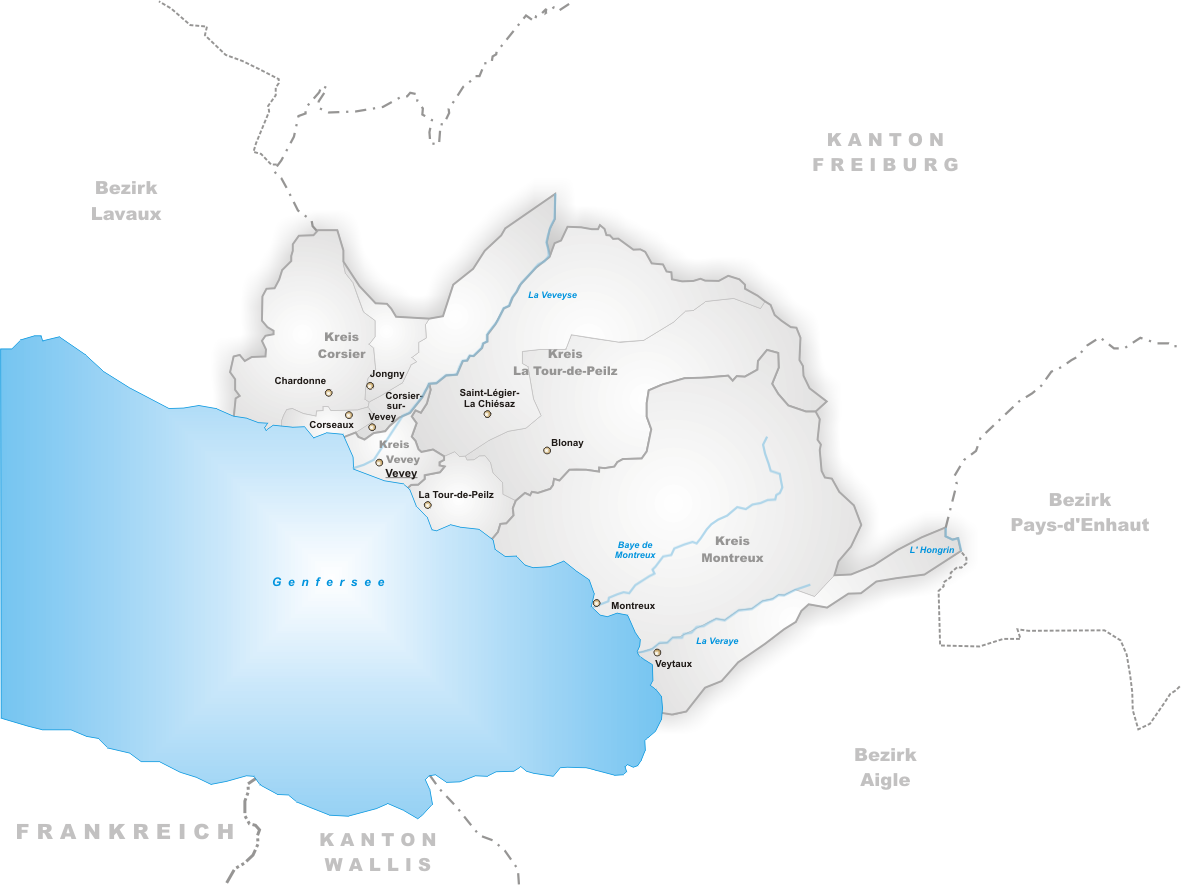
Municipis de l'antic districte de Vevey

El districte de Vevey és un dels antics 19 districtes del cantó suís de Vaud que va desaparèixer en la reforma del 2008. Els seus municipis van anar a parar a tot el districte de la Riviera-Pays-d'Enhaut.

## Municipis
- Cercle de Corsier
  - Chardonne
  - Corseaux
  - Corsier-sur-Vevey
  - Jongny

- Cercle de La Tour-de-Peilz
  - Blonay
  - La Tour-de-Peilz
  - Saint-Légier-La Chiésaz

- Cercle de Montreux
  - Montreux
  - Veytaux

- Cercle de Vevey
  - Vevey